# Alexander Dietrich von Eickstedt
Alexander Dietrich von Eickstedt (* vor 1662; † 6. Juni 1727 in Altdöbern) war sächsischer Generalleutnant und zuletzt Kommandant von Sonnenstein.

## Leben
Er war noch unmündig, als am 10. Januar 1662 Bernd von Arnim zum Vormund für ihn und seine Brüder bestellt wurde. Im Lehnsbrief von 1673 ist er aufgeführt und im brüderlichen Vergleich vom 27. und 28. März 1676 wurde er mit Geld abgefunden. 1688 erneuerte er seine Lehnsrechte und am 14. Februar 1700 leistete er in Person in Stettin seinen Lehnseid. Aber 1703 musste sein Bruder Christoph Valentin für ihn einstehen.
Er ging in französische Dienste und stieg dort bis zum Kapitän auf. Später wechselte er in sächsische Dienste, wo er 1697 als Oberstleutnant im kurfürstlichen Leib-Kürassierregiment mit nach Polen zog. Er wurde zum Oberst befördert und erhielt ein eigenes Kürassier-Regiment. Mit dem Regiment kämpfte er 1706 in der Schlacht bei Fraustadt. Anschließend wurde er Generalmajor und kämpfte 1712 in der Schlacht bei Gadebusch. Auch hier wurden die Sachsen geschlagen, aber der Feldmarschall Flemming lobte das Verhalten von Eickstedt. Im gleichen Jahr erhielt er das Indigenat in der Niederlausitz und kaufte Gut und Stadt Altdöbern. 1714 kaufte er auch das Gut Musguarn.
Im Jahr 1716 erhielt er die Stelle des Kommandanten von Sonnenstein, wo er seinen Schwiegervater, den Generalmajor Christian Heinrich von Knoch, ersetzte. Am 3. Mai 1722 wurde er dann Generalleutnant.
Eickstedt heiratete am 4. Februar 1705 Anna Sophie von Knoch (* 5. März 1685; † 11. April 1743). Das Paar hatte wenigstens einen Sohn:
- Heinrich Alexander († 1746), Johanniter-Ritter, preußischer Kammerherr, verkaufte Altdöbern an Carl Heinrich von Heineken